# Ла-Субія
Ла-Субія (ісп. La Zubia) — муніципалітет в Іспанії, у складі автономної спільноти Андалусія, у провінції Гранада. Населення — 18 240 осіб (2010).
Муніципалітет розташований на відстані близько 370 км на південь від Мадрида, 6 км на південь від Гранади.
На території муніципалітету розташовані такі населені пункти: (дані про населення за 2010 рік)
- Кумбрес-Вердес: 165 осіб
- Ель-Баррічуело: 45 осіб
- Ла-Субія: 18030 осіб

## Демографія
Динаміка населення (INE ):

## Галерея зображень

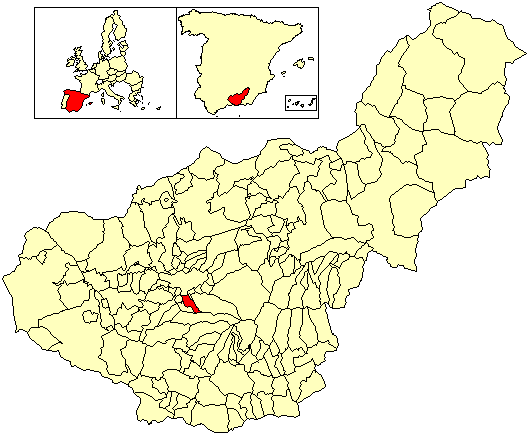
Розташування муніципалітету Ла-Субія у провінції Гранада